# Sōka
Sōka (草加市  Sōka-shi?) es una ciudad de la prefectura de Saitama, Japón. Se localiza la cuenca Nakagawa-Ayase de la llanura de Kantō a 4 m s. n. m. donde los granjeros la han utilizado como cultivo de arroz, está rodeada por las ciudades de Yashio, Misato,Yoshikawa, Kawaguchi,Koshigaya y Adachi a 30 km al noreste de Tokio. Su área es de 27,42 km² y su población estimada es de 245 053 (2014).

## Historia
En 1573 aparece un registro con el topónimo de Sōka. En 1955 Sōka se fusionó con la villa de Yatsuka y el pueblo de Nitta para formar la nueva ciudad de Sōka. En 2004 la ciudad se niveló a Ciudad especial.

## Ciudades hermanadas
- Carson, California, Estados Unidos (1979).
- Shōwa, Fukushima, Japón (1985).
- Anyang, Henan, China, (1998)